# Geoff Emerick
Geoff Emerick (Londres, 5 de diciembre de 1945-2 de octubre de 2018) fue un ingeniero de grabación, conocido por su trabajo en cuatro álbumes de The Beatles: Revolver, Sgt. Pepper's Lonely Hearts Club Band, The Beatles y Abbey Road.

## Biografía

### Inicios de su carrera en EMI
Emerick comenzó a trabajar en EMI en 1962 a la edad de 16 años, como asistente del ingeniero Norman Smith. Como aprendiz no remunerado, Emerick fue testigo de la primera sesión de grabación en EMI de los integrantes definitivos de The Beatles en 1962, durante la cual el grupo grabó por primera vez con el nuevo baterista Ringo Starr el que se convertiría en su primer sencillo "Love Me Do". Como ingeniero asistente, Emerick trabajó en numerosas grabaciones de The Beatles, y también ayudó a grabar a otros artistas de la discográfica, incluyendo Judy Garland y algunas sesiones de Pink Floyd. Participó en la audición de The Hollies con EMI.
Después de trabajar hasta ascender de puesto, Emerick trabajó en la ingeniería del hit del Reino Unido, "Pretty Flamingo", sencillo de 1966 de Manfred Mann. Emerick se hizo cargo de las tareas de ingeniería para The Beatles en la primavera de ese año a petición del productor George Martin, cuando Smith se convirtió en productor. El primer álbum que Emerick grabó con The Beatles como su ingeniero de grabación principal fue Revolver, y "Tomorrow Never Knows", fue la primera pista en la que trabajó.
La innovación de Emerick fue la grabación vocal de John Lennon en esa canción a través de un altavoz Leslie para obtener el sonido estéreo que Lennon quería. Recibió un Grammy por la ingeniería de Sgt. Pepper's Lonely Hearts Club Band y Abbey Road.

### Después de The Beatles
Su carrera post-Beatles incluyó trabajar con Paul McCartney (incluyendo Band on the Run [que le proporcionó a Emerick otro Grammy], London Town, Tug Of War y Flaming Pie), Elvis Costello (para quien produjo Imperial Bedroom y All This Useless Beauty), Badfinger, Art Garfunkel, America, Supertramp, Cheap Trick, Nazareth, Split Enz, Mahavishnu Orchestra, Ultravox, el primer álbum en solitario de Matthew Fisher Journey's End, y Jeff Beck, así como el aclamado álbum debut de Nellie McKay Get Away from Me. Fue el ingeniero de sonido en el álbum de Robin Trower Bridge of Sighs. 
En 2003, recibió su cuarto Grammy, esta vez por el Logro Técnico de toda la vida. 
En 2006, Emerick publicó su libro de memorias, "Here, There, and Everywhere: My Life Recording the Music of The Beatles", coescrito por el veterano periodista de música Howard Massey. 
El 3 de abril de 2007 se anunció que Emerick estaría a cargo de una regrabación del Sgt. Pepper's Lonely Hearts Club Band con artistas contemporáneos, como Oasis, The Killers, Travis y Razorlight. Emerick utilizó el equipo original para grabar las nuevas versiones de las canciones, y los resultados fueron difundidos en la BBC Radio 2 el 2 de junio, conmemorando el 40 aniversario del álbum.
Sir Geoff Emerick fallece el 2 de octubre de 2018 a la edad de 72 años en Los Ángeles, a causa de un ataque al corazón.